# Czesław Strumiłło
Czesław Strumiłło (17 tháng 2 năm 1930 - 30 tháng 9 năm 2018) là một kỹ sư hóa học người Ba Lan, người sáng lập ra lý thuyết khoa học trong lĩnh vực quy trình sấy khô và đồng thời là cựu hiệu trưởng của Đại học Công nghệ Lodz.
Năm 1952, ông tốt nghiệp Khoa Hóa học, Đại học Công nghệ Lodz. Năm 1960, ông lấy bằng Tiến sĩ Khoa học, năm 1966 ông lấy bằng Tiến sĩ khoa học, sau đó là các học vị Phó Giáo sư và Giáo sư lần lượt vào năm 1974 và 1981.
Ông là tiến sĩ danh dự của Đại học Strathclyde ở Anh, Đại học Công nghệ Lodz và Đại học Tây Hungary. Ông là một thành viên thông thường của Viện Hàn lâm Khoa học Ba Lan. Ông đã hai lần được chọn làm thành viên của Ủy ban Nhà nước về Nghiên cứu Khoa học, năm 1993–96 ông là Phó Chủ tịch của Ủy ban này. Ông là Phó Chủ tịch Viện Lodz thuộc Viện Hàn lâm Khoa học Ba Lan, Phó chủ tịch Ủy ban Kỹ thuật Hóa học và Quy trình của Viện Hàn lâm Khoa học Ba Lan đại diện Ba Lan trong Ban Công tác Sấy khô và Ủy ban Tư vấn Khoa học về Kỹ thuật Hóa học của Liên đoàn Châu Âu. Năm 1995, ông nhận danh hiệu Giáo sư Danh dự của Đại học Thiên Tân, Trung Quốc. Từ năm 1984 đến năm 1987, ông là Phó Hiệu trưởng, và từ năm 1987 đến năm 1990 là Hiệu trưởng Trường Đại học Công nghệ Lodz. Từ năm 1993 đến năm 1999, ông là Chủ nhiệm Khoa Quy trình và Kỹ thuật Môi trường.

## Hoạt động khoa học
Hoạt động khoa học của ông liên quan đến sự truyền nhiệt và khối lượng trong các quá trình chưng cất, bay hơi, làm khô và sôi. Ông là tác giả của cuốn sách chuyên khảo đầu tiên của Ba Lan về lĩnh vực sấy khô. Thành tựu khoa học của ông bao gồm 250 ấn phẩm, 7 sổ tay và sách chuyên khảo liên quan đến kỹ thuật hóa học và kỹ thuật quy trình. Ông đã đề bạt 15 tiến sĩ khoa học.